# Discografia de The Game

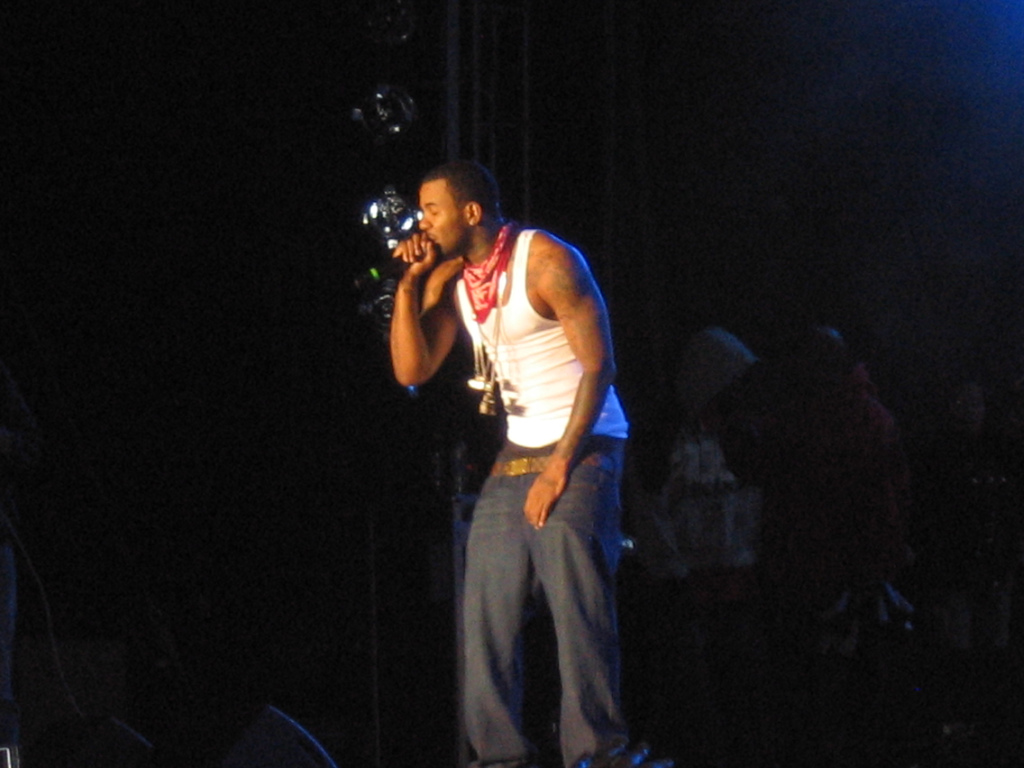
The Game no festival Hip Hop Jam de 2007 na República Tcheca.Jogo

Esta é a discografia de The Game.

## Álbuns

### Álbuns de estúdio
| Álbum                                                                            | Detalhes                                                                                                | Posição | Posição | Posição | Posição | Posição | Posição | Posição | Posição | Posição | Posição | Vendas                                 | Certificações                                                                                     |
| Álbum                                                                            | Detalhes                                                                                                | US      | US R&B  | US Rap  | AUS     | CAN     | GER     | IRL     | NZ      | SWI     | UK      | Vendas                                 | Certificações                                                                                     |
| -------------------------------------------------------------------------------- | --- | ------- | ------- | ------- | ------- | ------- | ------- | ------- | ------- | ------- | ------- | -------------------------------------- | ------------------------------------------------------------------------------------------------- |
| The Documentary                                                                  | - Released: January 18, 2005 - Label: G-Unit, Aftermath, Interscope - Formats: CD, CS, digital download | 1       | 1       | 1       | 42      | 1       | 11      | 3       | 11      | 8       | 7       | - US: 2,500,000 - Worldwide: 5,000,000 | - RIAA: 2× Platinum - ARIA: Gold - BPI: Platinum - IRMA: Platinum - MC: Platinum - RMNZ: Platinum |
| Doctor's Advocate                                                                | - Released: November 14, 2006 - Label: Geffen - Formats: CD, digital download                           | 1       | 1       | 1       | 28      | 2       | 29      | 8       | 24      | 15      | 21      | - US: 969,000                          | - RIAA: Platinum - BPI: Gold - RMNZ: Gold                                                         |
| LAX                                                                              | - Released: August 26, 2008 - Label: Geffen - Formats: CD, digital download                             | 2       | 1       | 1       | 12      | 2       | 33      | 8       | 18      | 8       | 9       | - US: 765,000                          | - BPI: Silver                                                                                     |
| The R.E.D. Album                                                                 | - Released: August 23, 2011 - Label: DGC, Interscope - Formats: CD, digital download                    | 1       | 1       | 1       | 12      | 2       | 22      | 7       | 27      | 7       | 14      | - US: 206,000                          |                                                                                                   |
| Jesus Piece                                                                      | - Released: December 11, 2012 - Label: DGC, Interscope - Formats: CD, digital download                  | 6       | 1       | 1       | —       | 16      | —       | —       | —       | —       | 76      | - US: 281,000                          |                                                                                                   |
| The Documentary 2                                                                | - Released: October 9, 2015 - Label: Blood Money, eOne - Formats: CD, digital download                  | —       | —       | —       | —       | —       | —       | —       | —       | —       | —       |                                        |                                                                                                   |
| "—" denota gravações que não entraram nas paradas, ou não foram lançada no pais. | |         |         |         |         |         |         |         |         |         |         |                                        |                                                                                                   |

## Singles

### Como artista principal
| Ano                                                                              | Single                                                                            | posição | posição | posição | posição | posição | posição | posição | posição | posição | posição | Certificações      | Álbum                        |
| Ano                                                                              | Single                                                                            | EUA     | EUA R&B | EUA Rap | AUS     | CAN     | ALE     | IRL     | NZL     | SUI     | GBR     | Certificações      | Álbum                        |
| -------------------------------------------------------------------------------- | --------------------------------------------------------------------------------- | ------- | ------- | ------- | ------- | ------- | ------- | ------- | ------- | ------- | ------- | ------------------ | ---------------------------- |
| 2004                                                                             | "Westside Story" (com a participação de 50 Cent)                                  | 93      | 55      | —       | —       | —       | —       | —       | —       | —       | —       |                    | The Documentary              |
| 2004                                                                             | "How We Do" (com a participação de 50 Cent)                                       | 4       | 2       | 2       | 24      | —       | 9       | 8       | 4       | 8       | 5       | - : Ouro           | The Documentary              |
| 2005                                                                             | "Hate It or Love It" (com a participação de 50 Cent)                              | 2       | 1       | 1       | 21      | —       | 14      | 5       | 3       | 12      | 4       | - : Ouro - : Prata | The Documentary              |
| 2005                                                                             | "Higher"                                                                          | —       | 108     | —       | —       | —       | —       | —       | —       | —       | —       |                    | The Documentary              |
| 2005                                                                             | "Dreams"                                                                          | 32      | 12      | 5       | 42      | —       | 71      | 11      | 35      | 40      | 8       |                    | The Documentary              |
| 2005                                                                             | "Put You on the Game"                                                             | —       | 96      | —       | —       | —       | —       | 22      | —       | —       | 46      |                    | The Documentary              |
| 2006                                                                             | "It's Okay (One Blood)" (com a participação de Junior Reid)                       | 71      | 33      | 16      | 68      | —       | 41      | 16      | 25      | —       | 26      |                    | Doctor's Advocate            |
| 2006                                                                             | "Let's Ride"                                                                      | 46      | 55      | 14      | 75      | —       | 74      | 36      | 17      | 79      | 42      |                    | Doctor's Advocate            |
| 2007                                                                             | "Wouldn't Get Far" (com a participação de Kanye West)                             | 64      | 26      | 11      | —       | —       | —       | —       | —       | —       | —       |                    | Doctor's Advocate            |
| 2008                                                                             | "Game's Pain" (com a participação de Keyshia Cole)                                | 75      | 20      | 9       | —       | 94      | —       | —       | —       | —       | —       |                    | LAX                          |
| 2008                                                                             | "Dope Boys" (com a participação de Travis Barker)                                 | —       | 111     | —       | —       | —       | —       | —       | —       | —       | —       |                    | LAX                          |
| 2008                                                                             | "My Life" (com a participação de Lil Wayne)                                       | 21      | 15      | 4       | —       | 42      | —       | 36      | —       | 49      | 34      |                    | LAX                          |
| 2009                                                                             | "Camera Phone" (com a participação de Ne-Yo)                                      | —       | —       | —       | —       | —       | —       | —       | —       | —       | 48      |                    | LAX                          |
| 2011                                                                             | "Red Nation" (com a participação de Lil Wayne)                                    | 62      | 122     | —       | —       | —       | —       | —       | —       | —       | —       |                    | The R.E.D. Album             |
| 2011                                                                             | "Pot of Gold" (com a participação de Chris Brown)                                 | 101     | 53      | —       | —       | —       | —       | —       | —       | 72      | 58      |                    | The R.E.D. Album             |
| 2012                                                                             | "Celebration" (com a participação de Chris Brown, Tyga, Wiz Khalifa e Lil Wayne)  | 81      | 24      | 19      | —       | —       | —       | —       | —       | —       | —       |                    | Jesus Piece                  |
| 2013                                                                             | "All That (Lady)" (com a participação de Lil Wayne, Big Sean, Fabolous e Jeremih) | —       | 48      | —       | —       | —       | —       | —       | —       | —       | —       |                    | Jesus Piece                  |
| 2014                                                                             | "T.H.O.T." (com a participação de Problem, Huddy e Bad Lucc)                      | —       | —       | —       | —       | —       | —       | —       | —       | —       | —       |                    | Non-album single             |
| 2014                                                                             | "Bigger Than Me"                                                                  | —       | —       | —       | 35      | —       | —       | —       | —       | —       | —       |                    | Blood Moon: Year of the Wolf |
| 2014                                                                             | "Or Nah" (com a participação de Too Short, Problem, AV and Eric Bellinger)        | —       | 59      | —       | —       | —       | —       | —       | —       | —       | —       |                    | Blood Moon: Year of the Wolf |
| 2015                                                                             | "Ryda" (com a participação de Dej Loaf)                                           | —       | 52      | —       | —       | —       | —       | —       | —       | —       | —       |                    | The Documentary 2            |
| 2015                                                                             | "100" (com a participação de Drake)                                               | 90      | 25      | 22      | —       | 65      | —       | —       | —       | —       | —       |                    | The Documentary 2            |
| "—" denota gravações que não entraram nas paradas, ou não foram lançada no pais. |                                                                                   |         |         |         |         |         |         |         |         |         |         |                    |                              |

### Como artista convidado
| 2005                                                                             | "Playa's Only" (R. Kelly com a participação de The Game)                                                 | 65 | 36  | 35 | 31 | 22 | 28 | 33 | TP.3 Reloaded         |
| 2008                                                                             | "Make the World Go Round"[E] (Nas com a participação de Chris Brown e The Game)                          | —  | 122 | —  | —  | —  | —  | —  | Untitled album        |
| 2008                                                                             | "The Future" (Joe Budden com a participação de The Game e Dominic)                                       | —  | —   | —  | —  | —  | —  | —  | Padded Room           |
| 2011                                                                             | "Trunk Music" (Strong Arm Steady com a participação de Game)                                             | —  | —   | —  | —  | —  | —  | —  | Arms & Hammers        |
| 2011                                                                             | "Caillra for Life" (La Fouine com a participação de The Game)                                            | —  | —   | —  | —  | —  | —  | —  | La Fouine vs Laouni   |
| 2011                                                                             | "Can a Drummer Get Some?" (Travis Barker com a participação de Lil Wayne, Rick Ross, Swizz Beatz e Game) | —  | —   | —  | —  | —  | —  | —  | Give the Drummer Some |
| 2011                                                                             | "I'm Not a Gangsta" (Lights over Paris, com a participação de Game)                                      | —  | —   | —  | —  | —  | —  | —  | Single sem álbum      |
| 2012                                                                             | "Lehhhgooo" (N.O.R.E. com a participação de Busta Rhymes, Game e Waka Flocka Flame)                      | —  | —   | —  | —  | —  | —  | —  | Crack on Steroids     |
| 2012                                                                             | "Lost Angels" (R-Mean com a participação de The Game e Marka)                                            | —  | —   | —  | —  | —  | —  | —  | 7 Deady Sins          |
| 2012                                                                             | "Do It All" (Joe Young com a participação de Rick Ross, Cashis, The Game e K. Young)                     | —  | —   | —  | —  | —  | —  | —  | Single sem álbum      |
| 2013                                                                             | "Double Cup" (DJ Infamous com a participação de Jeezy, Ludacris, Juicy J, The Game e Hitmaka)            | —  | 53  | —  | —  | —  | —  | —  | Single sem álbum      |
| 2014                                                                             | "Awkward" (Eric Bellinger com a participação de The Game)                                                | —  | —   | —  | —  | —  | —  | —  | Choose Up Season      |
| 2014                                                                             | "Power Of The Dollar" (Franc Grams com a participação de The Game and Jus Cuz)                           | —  | —   | —  | —  | —  | —  | —  | A lançar              |
| "—" denota gravações que não entraram nas paradas, ou não foram lançada no pais. | |    |     |    |    |    |    |    |                       |

## Outras canções que entraram nas paradas
| Ano                                               | Canção | Posição | Posição | Álbum            |
| Ano                                               | Canção | EUA     | EUA R&B | Álbum            |
| ------------------------------------------------- | --- | ------- | ------- | ---------------- |
| 2006                                              | "Breathe and Stop" (Fat Joe com a participação de Game)                                                                                                   | —       | 109     | Me, Myself & I   |
| 2008                                              | "Touchdown" (com a participação de Raheem DeVaughn) | —       | 57      | LAX              |
| 2009                                              | "Better on the Other Side" (Dueto com Chris Brown, Diddy, DJ Khalil, Polow da Don, Mario Winans, Usher and Boyz II Men)                                   | —       | 113     | Canção sem álbum |
| 2011                                              | "Martians vs. Goblins" (com a participação de Lil Wayne e Tyler, The Creator)                                                                             | 100     | —       | The R.E.D. Album |
| 2012                                              | "Ali Bomaye" (com a participação de 2 Chainz e Rick Ross)                                                                                                 | —       | 51      | Jesus Piece      |
| 2013                                              | "Switch Lanes" (Tyga com a participação de Game) | —       | 57      | Hotel California |
| 2014                                              | "Don't Shoot" (com a participação de Rick Ross, 2 Chainz, Diddy, Fabolous, Wale, DJ Khaled, Swizz Beatz, Yo Gotti, Currensy, Problem, King Pharoah e TGT) | —       | 53      | Canção sem álbum |
| "—" denota gravações que não entraram nas paradas | |         |         |                  |